# Хальбан, Альфред
Альфред Хальбан (пол. Alfred Halban; 1865—1926, Львов) — польский политик и историк права.

## Биография
Альфред Хальбан был сыном профессора судебной медицины Краковского университета Леона Блюменстока, который в 1891 году был возведён в дворянское достоинство и получил титул von Halban, который и передал по наследству.
Учился на юридическом факультете Ягеллонского университета (вместе с Владиславом Абрахамом и Освальдом Бальцером был участником семинара, проведенного Михалом Бобжиньским), там же в 1889 году изучал церковное право и в следующем году стал доцентом Ягеллонского университета. В 1905 году переехал во Львовский университет.
Стал депутатом парламента (1908—1911) и парламента Австрии (1911—1914). В 1909 году стал членом Львовского юридического общества.
Во время Первой мировой войны организовал в Вене три польские средние школы для польской молодёжи. После того, как Польша восстановила свою независимость стал членом Законодательного Сейма (1919), а также был ректором Львовского университета (1919—1920).
Он был похоронен на Раковицком кладбище в Кракове.